# Boarmia eugraphica
Boarmia eugraphica là một loài bướm đêm trong họ Geometridae.